# Laurence Louppe
Laurence Louppe, née le 3 août 1938 à Neuilly-sur-Seine et morte le 5 février 2012 à Espalion, est une écrivaine, critique et historienne de la danse, spécialisée en esthétique de la danse et des arts visuels et artiste chorégraphique.

## Biographie
Laurence Louppe a enseigné à l'université du Québec à Montréal, aux P.A.R.T.S. de Bruxelles, et a conçu au Cefedem-Sud d'Aubagne une formation supérieure en culture chorégraphique. Elle a été nommée chevalier de l'Ordre des Arts et des Lettres le 1er janvier 2009,.

## Quelques publications et collaborations
- Jean-Claude Gallotta, groupe Émile Dubois, en collaboration avec Jean-Louis Schefer et Claude-Henri Buffard, éditions Dis Voir, 1988  (ISBN 2906571067)
- La Matière et la Forme, 1991.
- Danses tracées : dessins et notation des chorégraphes, catalogue d'exposition, 1991.
- Richard Deacon, Hervé Robbe, Noisiel, La Ferme du buisson ; Londres, British council, 1993.
- Poétique de la danse contemporaine, coll. « La pensée du Mouvement », éditions Contredanse, Bruxelles, 1997  (ISBN 2-930146-02-8).
- L'Histoire de la danse. Repères dans le cadre du diplôme d'État, 2000.
- Poétique de la danse contemporaine, la suite, éditions Contredanse, Bruxelles, 2007  (ISBN 2-930146-27-3).